# Большие Кныши
Большие Кныши— село в Идринском районе Красноярского края, административный центр Большекнышинского сельсовета.

## География
Находится примерно в 29 километрах по прямой на восток-юго-восток от районного центра села Идринское.

## Климат
Климат резко — континентальный с холодной зимой и жарким летом, суровый, с большими годовыми и суточными амплитудами температуры. Максимальная высота снежного покрова 46 см. Среднемесячная температура января −21,1 ºС, июля +18,4 ºС. Продолжительность безморозного периода составляет 100 дней. Средняя дата последнего заморозка — 29 мая, первого заморозка — 7 сентября. Вегетационный период (с температурами выше +5ºС) длится 157 дней. Годовая сумма осадков составляет 387 мм, причем большая ее часть выпадает в теплый период года (81 % от годовой суммы).

## История
Село основано в 1806 году. В советское время работал колхоз «Новый путь», совхозы «Салбинский» и «Кнышинский». В 1993 году совхоз «Кнышинский» ликвидирован.

## Население
Постоянное население составляло 733 человека в 2002 году (89 % русские), 511 в 2010.

## Инфраструктура
Имеются средняя школа, дом культуры, фельдшерско-акушерский пункт, отделение связи, шесть магазинов.